# Lijst van rijksmonumenten in Hazerswoude-Rijndijk
De plaats Hazerswoude-Rijndijk telt 26 inschrijvingen in het rijksmonumentenregister. Hieronder een overzicht.
| Object | Oorspronkelijke functie?  | Bouwjaar                     | Architect | Locatie                       | Coördinaten?                 | Nr.?   | Afbeelding                                                                                                 |
| --- | ------------------------- | ---------------------------- | --------- | ----------------------------- | ---------------------------- | ------ | --- |
| Boerderij onder rieten wolfdak, met rechts uitgebouwde opkamer, aansluitend tegen een puntgevel met vlechtingen. Vensters met zesruitsschuiframen                                                      | Boerderij                 | 17e eeuw                     |           | Rijndijk 49/51                | 52° 7' 53" NB, 4° 33' 31" OL | 21051  | Meer afbeeldingen                                                                                          |
| Zomerhuis onder pannen schilddak met hogere stenen schuur daarachter en vensters met luiken en schuiframen                                                                                             | Boerderij                 |                              |           |                               | 52° 7' 45" NB, 4° 33' 53" OL | 21052  | Zomerhuis onder pannen schilddak met hogere stenen schuur daarachter en vensters met luiken en schuiframen |
| Boerderij, gepleisterd. Rieten wolfdak, vensters met zesruitsschuiframen | Boerderij                 | 17e eeuw                     |           | Rijndijk 71                   | 52° 7' 44" NB, 4° 33' 56" OL | 21053  | Meer afbeeldingen                                                                                          |
| Boerderij met dwars voor de stal gebouwd woongedeelte | Boerderij                 | 19e eeuw                     |           | Rijndijk 107/109              | 52° 7' 39" NB, 4° 34' 42" OL | 21054  | Meer afbeeldingen                                                                                          |
| Hofstede "Rijnenburg" | Boerderij                 | 1614 (wapensteen)            |           | Rijndijk 123/125              | 52° 7' 40" NB, 4° 35' 2" OL  | 21055  | Meer afbeeldingen                                                                                          |
| Boerderij met zadeldak tussen puntgevels en kleine, vooruitspringende vleugel met puntgevel, waarin vlechtingen en vensters met 12- en 6-ruits-schuiframen                                             | Boerderij                 | 18e eeuw                     |           | Rijndijk 199/201              | 52° 7' 46" NB, 4° 36' 19" OL | 21056  | Meer afbeeldingen                                                                                          |
| Boerderij met dwars woongedeelte van begane-grond met hoog, pannen schilddak, dat rechts aansluit tegen een puntgevel. Vensters met luiken                                                             | Boerderij                 | eerste helft 19e eeuw        |           | Rijndijk 203/205              | 52° 7' 46" NB, 4° 36' 21" OL | 21057  | Meer afbeeldingen                                                                                          |
| Boerderijcomplex "Hoeve Rijnland" bestaande uit: een boerderij, een zomerhuis annex melkhuis met boenhok, een karnhuis annex wagenschuur en stal en een inrijhek                                       | Boerderij                 | ca. 1800                     |           | Rijndijk 253                  | 52° 7' 44" NB, 4° 36' 46" OL | 21058  | Meer afbeeldingen                                                                                          |
| "Hoeve Zonlust" onder rieten wolfdak | Boerderij                 | 17e eeuw                     |           | Rijndijk 259                  | 52° 7' 45" NB, 4° 36' 55" OL | 21059  | Meer afbeeldingen                                                                                          |
| Boerderij onder rieten wolfdak. Links onderkelderd; vensters met zes- en vierruitsschuiframen. Links zomerhuis onder zadeldak. Twee moderne hekpijlers, waarop gebeeldhouwde leeuwen met wapenschilden | Boerderij                 | tweede kwart 19e eeuw        |           | Rijndijk 265                  | 52° 7' 49" NB, 4° 37' 8" OL  | 21060  | Meer afbeeldingen                                                                                          |
| Rooie Wip | Industrie- en poldermolen | 1639                         |           | Gemeneweg 22                  | 52° 6' 58" NB, 4° 35' 9" OL  | 21063  | Meer afbeeldingen                                                                                          |
| Groenendijkse Molen | Industrie- en poldermolen | 1627                         |           | Groenendijksepolder 2         | 52° 7' 31" NB, 4° 33' 51" OL | 21064  | Meer afbeeldingen                                                                                          |
| Gere Molen | Industrie- en poldermolen | 1636                         |           | Westgerepolder 3              | 52° 6' 24" NB, 4° 36' 1" OL  | 21065  | Meer afbeeldingen                                                                                          |
| Rietveldse Molen | Industrie- en poldermolen | 1648                         |           | Burgemeester ten Heuvelhofweg | 52° 6' 8" NB, 4° 36' 50" OL  | 21066  | Meer afbeeldingen                                                                                          |
| De Rijnenburger | Industrie- en poldermolen | 1722                         |           | van Beethovenlaan 63A         | 52° 7' 31" NB, 4° 35' 39" OL | 21067  | Meer afbeeldingen                                                                                          |
| Nieuw Werklust Kleiwarenfabriek: Directeurswoning | Industrie                 | tweede helft van de 19e eeuw |           | Rijndijk 14 t/m 18            | 52° 8' 11" NB, 4° 33' 13" OL | 514727 | Nieuw Werklust Kleiwarenfabriek: Directeurswoning                                                          |
| Nieuw Werklust Kleiwarenfabriek: Kantoor, ovengebouw, loods en droogloods | Industrie                 | tweede helft van de 19e eeuw |           | Rijndijk 14 t/m 18            | 52° 8' 11" NB, 4° 33' 14" OL | 526255 | Nieuw Werklust Kleiwarenfabriek: Kantoor, ovengebouw, loods en droogloods                                  |
| Nieuw Werklust Kleiwarenfabriek: Schaftlokaal en opslaggebouw | Industrie                 | 1943 en 1936                 |           | Rijndijk 14 t/m 18            | 52° 8' 11" NB, 4° 33' 14" OL | 526256 | Upload foto                                                                                                |
| Nieuw Werklust Kleiwarenfabriek: Loods "Pottery" | Industrie                 | laatste helft 19e eeuw       |           | Rijndijk 14 t/m 18            | 52° 8' 11" NB, 4° 33' 14" OL | 526257 | Upload foto                                                                                                |
| Nieuw Werklust Kleiwarenfabriek: Fabriekshal "Nieuwe gebouw" | Industrie                 | 1937                         |           | Rijndijk 14 t/m 18            | 52° 8' 11" NB, 4° 33' 14" OL | 526258 | Upload foto                                                                                                |
| Nieuw Werklust Kleiwarenfabriek: Turf- en kolenloods | Industrie                 | vermoedelijk 19e eeuw        |           | Rijndijk 14 t/m 18            | 52° 8' 11" NB, 4° 33' 14" OL | 526259 | Upload foto                                                                                                |
| Nieuw Werklust Kleiwarenfabriek: Loods | Industrie                 |                              |           | Rijndijk 14 t/m 18            | 52° 8' 11" NB, 4° 33' 14" OL | 526260 | Upload foto                                                                                                |
| Nieuw Werklust Kleiwarenfabriek: Loods met oven | Industrie                 |                              |           | Rijndijk 14 t/m 18            | 52° 8' 11" NB, 4° 33' 14" OL | 526261 | Upload foto                                                                                                |
| Nieuw Werklust Kleiwarenfabriek: Kleibereidingsloods met machinerie (molengebouw) | Industrie                 | 1918 en 1948                 |           | Rijndijk 14 t/m 18            | 52° 8' 11" NB, 4° 33' 14" OL | 526262 | Upload foto                                                                                                |
| Nieuw Werklust Kleiwarenfabriek: Droogloods bestaande uit twee loodsen | Industrie                 | verschillende jaren          |           | Rijndijk 14 t/m 18            | 52° 8' 11" NB, 4° 33' 14" OL | 526263 | Upload foto                                                                                                |
| Nieuw Werklust Kleiwarenfabriek: Ovengebouw | Industrie                 | voor 1928                    |           | Rijndijk 14 t/m 18            | 52° 8' 11" NB, 4° 33' 14" OL | 526264 | Upload foto                                                                                                |
| Nieuw Werklust Kleiwarenfabriek: Ovengebouw | Industrie                 | 1928                         |           | Rijndijk 14 t/m 18            | 52° 8' 11" NB, 4° 33' 14" OL | 526265 | Upload foto                                                                                                |
| Nieuw Werklust Kleiwarenfabriek: Droogloods | Industrie                 | 1928                         |           | Rijndijk 14 t/m 18            | 52° 8' 11" NB, 4° 33' 14" OL | 526266 | Upload foto                                                                                                |
| Nieuw Werklust Kleiwarenfabriek: Rij van vijf arbeiderswoningen | Industrie                 | begin 20e eeuw               |           | Rijndijk 20 t/m 28            | 52° 8' 11" NB, 4° 33' 14" OL | 526267 | Nieuw Werklust Kleiwarenfabriek: Rij van vijf arbeiderswoningen                                            |